# B.I
Kim Han-bin (Hangul: 김한빈; n. 22 octombrie 1996, Cheonan⁠(d), Coreea de Sud), cunoscut mai bine după numele său de scenă B.I, este un cântăreț, rapper, compozitor și producător sud-coreean. Este liderul trupei iKON, formată în anul 2015 de către YG Entertainment.
B.I provine de la Be I („Be Myself”), din dorința acestuia de a se comporta așa cum e sau să devina exact ceea ce vrea.